# 浮世重勝

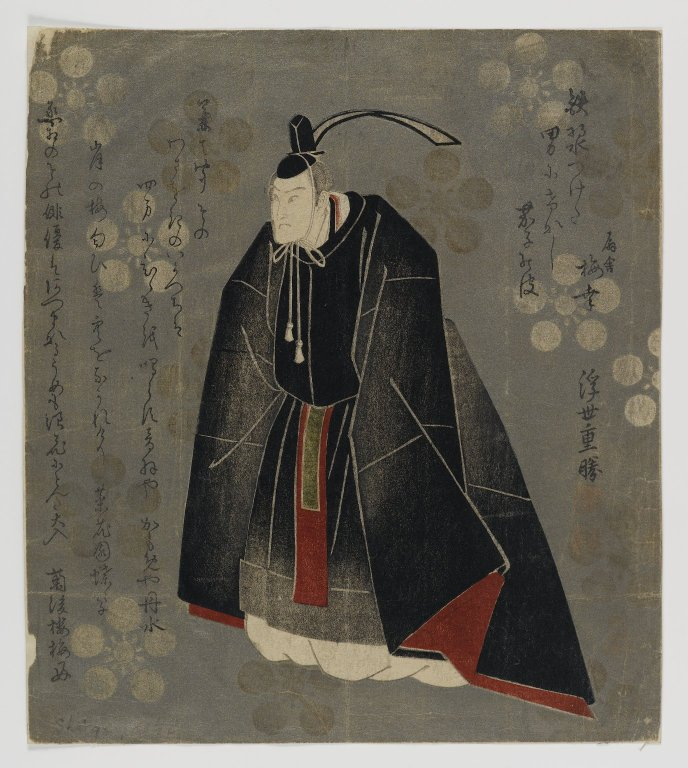
「三代目尾上菊五郎の菅丞相」　摺物、浮世重勝画。

浮世 重勝（うきよ しげかつ、生没年不詳）とは、江戸時代の浮世絵師。

## 来歴
師系・経歴不明。本姓は山口氏といわれる。作に大判錦絵の役者絵と、三代目尾上菊五郎を描いた摺物が知られる。

## 作品
- 「松王丸・中村芝翫　梅王丸・嵐来芝　桜丸・尾上菊五郎」　大判錦絵3枚続　※文政9年（1826年）3月、大坂中の芝居の『菅原伝授手習鑑』より
- 「三代目尾上菊五郎の菅丞相」　摺物　※画賛あり